# Житловий комплекс «Ветразь»
Житловий комплекс «Ветразь» або «Парус» — 34-поверховий хмарочос у Мінську, Білорусь. Найвищий хмарочос країни.

## Історія будівництва
У 2008 році було заплановано збудувати в Мінську новий економічний центр столиці, першою висоткою з комплексу став ЖК «Ветразь».
30 серпня 2008 року розпочались роботи з підготовки до будівництва, розпочали рити котлован. Для будівництва фундаменту було забито 295 буронабивних свай.
3 вересня 2009 року було залито монолітну залізо-бетонну плиту, товщиною 1,5 метри.
21 листопада 2011 року хмарочос досяг відмітки в 100 метрів. 

## Характеристики
- Житловий будинок бізнес-класу «Ветразь» — 33-поверховий, 133-метровий, 2-х під'їзний, 204-х квартирний хмарочос — входить до архітектурно-планувальну концепцію багатофункціонального комплексу «Бізнес-центр по вул. Максима Танка».

- У підземному рівні будівлі розташований паркінг на 203 машиномісця, де вперше застосована новітня система зберігання автомобілів — мультіпаркінг.

- Перші чотири поверхи займають приміщення адміністративного призначення, а також приміщення комплексу торгово-побутового обслуговування. У центральній частині будівлі — приміщення площею від 4 м² до 70 м².

- На першому поверсі розміщується просторий вестибюль з відкритими сходовими маршами і панорамним ліфтом, що зв'язує 1—4 поверхи. З боку вулиць Кальварійська і Тімірязєва в 4-поверхових блоках-прибудовах з самостійними вхідними групами розташовані офісні приміщення площею від 19 м² до 45 м² і по 4 багатофункціональних демонстраційних залу (площею від 125 м² до 270 м²). Висота приміщень 3,6 метра.

- На 5—30 поверхах розташовані: 1,2,3,4 — кімнатні квартири підвищеної комфортності і нестандартних планувальних рішень (площа від 61 м² до 180 м², висота — 3,0 м).

- Верхні поверхи займають 4 дворівневих пентхауса з виходом на простору відкриту терасу на висоті понад 100 метрів.

- На рівні 4 поверху, між житловим будинком та бізнес-центром запроектовано збудувати пішохідний міст.